# Феридун Занді
Феридун Занді (нім. Ferydoon Zandi, перс. فریدون زندی; нар. 26 квітня 1979, Емден) — німецький та іранський футболіст, що грав на позиції півзахисника.
Виступав, зокрема, за клуб «Кайзерслаутерн», а також національну збірну Ірану.

## Клубна кар'єра
Народився 26 квітня 1979 року в місті Емден.
У дорослому футболі дебютував 1998 року виступами за команду клубу «Меппен», в якій провів два сезони, взявши участь у 60 матчах чемпіонату. 
Згодом з 2000 по 2004 рік грав у складі команд клубів «Фрайбург» та «Любек».
Своєю грою за останню команду привернув увагу представників тренерського штабу клубу «Кайзерслаутерн», до складу якого приєднався 2004 року. Відіграв за кайзерслаутернський клуб наступні два сезони своєї ігрової кар'єри. Більшість часу, проведеного у складі «Кайзерслаутерна», був основним гравцем команди.
Протягом 2006—2012 років захищав кольори клубів «Кобленц», «Аполлон», «Олімпіакос», «Алкі», «Стіл Азін» та «Естеглал».
Завершив професійну ігрову кар'єру у клубі «Аль-Аглі», за команду якого виступав протягом 2012—2014 років.

## Виступи за збірні
У 2001 році залучався до складу молодіжної збірної Німеччини. На молодіжному рівні зіграв у 2 офіційних матчах.
У 2005 році дебютував в офіційних матчах у складі національної збірної Ірану. Протягом кар'єри у національній команді, яка тривала 5 років, провів у формі головної команди країни 28 матчів, забивши 5 голів.
У складі збірної був учасником чемпіонату світу 2006 року у Німеччині, кубка Азії з футболу 2007 року у чотирьох країнах відразу.